# Vjačeslav Tichonov
Vjačeslav Vasiljevič Tichonov (rusky Вячеслав Васильевич Тихонов; 8. února 1928 Pavlovskij Posad – 4. prosince 2009 Moskva) byl ruský herec. Znám je, mimo jiné, díky své roli Stierlitze v televizním seriálu Sedmnáct zastavení jara.

## Životopis
Jeho rodiči byli textilní mechanik Vasilij Tichonov a vychovatelka v mateřské školce Valentina Tichonovová. Za druhé světové války musel přerušit běžnou školní docházku, vyučil se soustružníkem a začal tuto profesi vykonávat ve vojenském průmyslu. Tajně ale snil o kariéře filmového herce, ačkoli rodiče si z něho přáli mít inženýra nebo agronoma.
Ačkoliv nesložil přijímací zkoušky, v roce 1945 jej do své třídy ve Všesvazovém státním institutu kinematografie (VGIK) zapsal Boris Bibikov.
Ještě v průběhu studií vystupoval ve své první filmové roli Volodi Osmuchina v Mladé gardě. Pro většinu herců jeho generace byl film startovní čarou k jejich další filmové kariéře, on ale na další roli musel 10 let čekat.
Mezi tím působil v divadle, konkrétně od roku 1950 v Divadle filmového herce v Moskvě (např. role Medvěda v představení Obyčejné kouzlo).
Až v roce 1957 se vrátil k filmu větší rolí traktoristy Matvěje Morozova ve filmu Rozcestí. Setkal se tak s režisérem S. I. Rostockým, se kterým zahájil dlouholetou spolupráci. Morozova ztvárnil jako nevšedního romantického snílka, uzavřeného do sebe, čímž naznačil herecký styl, který mu byl vlastní po celou kariéru, a to i v případech, kdy hrál postavy hrdinů.
Rozcestí a následující Uloupená loď přesvědčily režiséry o jeho hereckých kvalitách a ten se plně začal věnovat filmovému herectví.
Rozsáhlou hereckou plochu mu nabídla role knížete Bolkonského ve filmu Vojna a mír Sergeje Bondarčuka, za film Dočkáme se pondělí S. I. Rostockého naopak obdržel v roce 1969 státní cenu. Vrcholem jeho kariéry se pak bezesporu stal televizní seriál Sedmnáct zastavení jara z roku 1973, v němž hrál hlavní postavu plukovníka rozvědky Isajeva, působícího v nacistickém Německu pod jménem Stierlitz.
V osmdesátých a devadesátých letech pokračoval v aktivitě přiměřené svému věku, vytvořil ještě řadu kvalitních rolí.

### Soukromý život
Poprvé byl ženat se svou spolužačkou z VGIK, herečkou Nonnou Morďukovovou, spolu měli syna Vladimira, který se stal rovněž hercem a v mladém věku zemřel na předávkování drogami. Manželství se později rozpadlo a on se podruhé oženil s překladatelkou a pedagožkou Tamarou Tichonovovou, jejich dcera Anna Tichonovová (* 1969) se také stala herečkou.
Žil v Moskvě, byl vášnivým fotbalovým a hokejovým fanouškem (podporoval klub Spartak Moskva) a rybářem.

## Významné role
Významnou rolí pro něj i pro celou jeho hereckou generaci byla bezpochyby spolupráce se Sergejem Gerasimovem na filmu Mladá garda. Natáčení v roce 1948 absolvovali mladí herci většinou ještě jako studenti. Tehdejší sovětská filmová škola si zakládala na pečlivé přípravě před natáčením, tzv. „vrůstání“ herců do svých rolí (vč. dlouhodobého pobytu v místech reálných událostí). Role Volodi Osmuchina nemá ve filmu (podobně jako v knize) velký prostor, ale pro něj byla velkou školou.
Rozsáhlý čtyřdílný film Vojna a mír režiséra Sergeje Bondarčuka, který byl natočen na motivy románu Lva Nikolajeviče Tolstého mu nabídl další možnost k úspěšnému průlomu. I v tomto případě dlouhé natáčení vyžadovalo plné soustředění na tuto roli a se jí v rámci možností velmi věnoval. Jeho výkon byl přijat kritikou rozpačitě a sám režisér Sergej Bondarčuk nebyl docela přesvědčen o výsledku jejich vzájemné spolupráce. Diváci ale měli z hercova vystoupení jiný dojem, kterému aspoň v Rusku dal čas zapravdu. Kritikové považují jeho Bolkonského za příklad idealisty, který překračuje svým životním názorem svou dobu. Navzdory jeho uznání doma v Rusku je dnes ve světě celý Bondarčukův projekt přijímán vesměs jako příliš velikášský.
Příkladem v jiném smyslu slova – jako příklad kladného hrdiny i vzor pro tehdejší společnost – se stal i jeho Melnikov ve filmu Stanislava Rostockého Dočkáme se pondělí z roku 1969.
Vpravdě životní rolí byl ale pro něj stal rozvědčík Isajev, známější před svým krycím jménem Stierlitz. Hlavní role v Sedmnácti zastaveních jara mu přinesla kromě Státní ceny hlavně nezměrnou popularitu. Vytvořil zde složitou postavu, prodal svůj talent vytvářet při úspornosti hereckých prostředků charaktery nasycené vnitřním životem. Utajování skutečného charakteru, které jaksi přirozeně vyplývalo z jeho hereckého naturelu, nyní bylo posíleno nutností vyjádřit dvě různé polohy charakteru postavy, skrývajícího své skutečné já v týlu nepřítele. Tak, jak zůstal plukovník Isajev divákům trochu skryt, do detailů rozehrál postavu Stierlitze, v němž Isajev prožíval svůj druhý, cizí život. On sám a režisérka Lioznovová tak dovedli na vyšší stupeň dřívější filmy o tajném odboji proti nacistům, včetně Mladé gardy.
Státní cena, kterou obdržel za roli v Rostockého filmu Bílý Bim, Černé Ucho z roku 1977, dělá z postavy Ivana Ivanoviče další hercovu významnou úlohu. Podle kritiky již šlo o tak ucelenou osobnost, že jejímu hereckému ztvárnění již nebylo co vytknout.

### Role spojené s Prahou a Českem
Zapsal se do paměti českého a československého publika nejen svými výše zmíněnými významnými rolemi, ale také ve dvou filmech, které se v Sovětském svazu nedočkaly velkého ohlasu.
V roce 1959 Rostockij natočil v československo-sovětské koprodukci povídkový film z období osvobozování Československa Májové hvězdy. V jednom ze čtyř filmových příběhů hraje velitele ženijní jednotky Andreje Rukavičkina, s nímž se sblíží česká mladá česká učitelka Jana (v podání Jany Brejchové).
Dalším filmem, ve kterém se vrátil do Prahy, byla v roce 1978 Píseň o stromu a růži režiséra Ladislava Rychmana. Hraje zde ruského stavitele Pražského metra, který se vrací do Prahy (v níž byl také už jako voják Rudé armády na konci druhé světové války), aby v ní pomáhal hloubit metro.
Oficiální text dnešního distributora filmu vytýká snímku, že „sklouzává k naivnímu ochotničení, z něhož čpí jedině ideologická dikce“.

## Ocenění
Během svého života obdržel velké množství státních vyznamenání (Leninův řád ad.). Mnohokrát byl oceněn přímo za své umělecké úspěchy, například třikrát státní cenou:
- 1970 – Státní cena SSSR za roli ve filmu Dočkáme se pondělí
- 1976 – Státní cena RSFSR za roli v seriálu Sedmnáct zastavení jara
- 1980 – Leninská cena za roli ve filmu Bílý Bim Černé ucho

Byl jmenován národním umělcem SSSR (1974). Na II. filmovém festivalu slovanských a pravoslavných národů obdržel v roce 1993 cenu za významný přínos slovanské kinematografii. Dva z filmů, ve kterých hrál, byly oceněny Oscarem pro nejlepší neanglicky mluvený film (Vojna a mír a Unaveni sluncem).

## Filmografie
- 1948 – Mladá garda (Молодая гвардия, režie Sergej Gerasimov, jako Voloďa Osmuchin)
- 1950 – В мирные дни (režie Vladimir Braun)
- 1952 – Trosečník z otrokářské lodi (Mаксимка, režie Vladimir Braun, jako poručík Gorelov)
- 1956 – Сердце бьется вновь
- 1957 – Rozcestí (Дело было в Пенькове, režie Stanislav Rostockij, jako Matvěj Morozov)
- 1958 — Uloupená loď (Ч. П. Чрезвычайное происшествие, režie Viktor Ivčenko, jako Viktor Rajskij)
- 1959 – Жажда (režie Jevgenij Taškov, jako Bezboroďko)
  - – Májové hvězdy (Майские звезды, režie Stanislav Rostockij)
- 1960 – Мичман Панин (režie Michail Švejcer, jako mičman Panin)
- 1961 – Две жизни (režie Leonid Lukov, jako Sergej Naščokin)
- 1962 – U sedmi větrů (На семи ветрах, režie Stanislav Rostockij, jako kapitán Suzdaljov)
- 1963 – Optimistická tragédie (Оптимистическая трагедия, režie Samson Samsonov, jako Alexej)
- 1965–1967 – Vojna a mír (Война и мир, režie Sergej Bondarčuk, jako kníže Bolkonskij)
- 1968 – Dočkáme se pondělí (Доживем до понедельника, režie Stanislav Rostockij, jako Mel'nikov)
- 1970 – Семейное счастье (též jako От нечего делать, režie Andrej Ladynin a Sergej Solovjov)
  - – Karusel (Карусель, režie Michail Švejcer, jako Domovník)
- 1971 – Егор Булычев и другие (režie Sergej Solovjov)
  - – Člověk z druhé strany (Человек с другой стороны, režie Jurij Jegorov)
- 1973 – Sedmnáct zastavení jara (Семнадцать мгновений весны, TV, režie Taťána Ljoznovová, jako Stirlitz/Isajev)
- 1974 – My se vrátíme (Фпонт без флангов, režie Igor Gostěv, jako Mlynskij)
- 1975 – Bojovali za vlast (Они сражались за родину, režie Sergej Bondarčuk, jako Nikolaj Strelcov)
  - – Dokud srdce bije (Повесть о человеческом сердце, TV, jako Vypravěč)
- 1976 – …a jiné oficiální osobnosti (…и другие официальные лица, režie Semjon Aranovič)
- 1977 – Bílý Bim, Černé Ucho (Белый Бим Черное ухо, režie Stanislav Rostockij, jako Ivan Ivanovič)
  - – Fronta v týlu (Фронт за линией фронта, režie Igor Gostěv, jako Mlynskij)
- 1978 – Píseň o stromu a růži (režie Ladislav Rychman, jako Kuzněcov)
- 1981 – Отпуск за свой счет (TV, režie Viktor Titov, jako vypravěč)
  - – Фронт в тылу врага (režie Igor Gostěv a Viktor Kulle, jako Mlynskij)
- 1982 – Однолюбы (režie Mark Osepjan)
- 1984 – Европейская история (režie Igor Gostěv)
  - – TASS je zplnomocněn prohlásit… (ТАСС уполномочен заявить…, TV, rež. Vladimir Fokin, jako Konstantinov)
- 1987 – Апеллация (režie Valerij Gurjanov)
- 1988 – Убить дракона (režie Mark Zacharov, jako Karel Veliký)
- 1989 – Любовь с привилегиями (v televizi jako Городские подробности, režie Vladimir Kučinskij, jako Koščemjakin)
- 1991 – Призраки зеленой комнаты (režie Jurij Boreckij)
- 1992 – Бесы (režie Dmitrij Talankin a Igor Talankin, jako Nikolaj Stavrogin)
- 1993 – Кодекс бесчестия (režie Vsevolod Šilovskij)
  - – Несравненная (režie Vasilij Panin)
  - – Провинциальный бенефис (režie Alexandr Bělinskij)
- 1994 – Бульварный роман (režie Vasilij Panin)
  - – Unaveni sluncem (Утомленные солнцем, režie Nikita Michalkov, jako Vsevolod)
- 1995 – Авантюра (režie Vitalij Makarov)
- 1996 – Милый друг давно забытых лет… (režie Samson Samsonov)
- 1998 – Сочинение ко Дню победы (režie Sergej Ursuljak, jako Lev Markus)
- 2000 – Андерсен: Жизнь без любви (režie Eldar Rjazanov)

### Biografický film
- 1979 – Профессия – киноактер (režie Stanislav Rostockij)